# Dmytro Bortňanskyj
Dmytro Stepanovyč Bortňanskyj (ukrajinsky Дмитро Степанович Бортнянський, 28. října 1751 Hluchiv, Černigovská gubernie – 10. října 1825 Petrohrad) byl ukrajinský hudební skladatel narozený v Ruském impériu

## Život
Dmytro Bortňanskyj se narodil 28. října v Hluchivě v Černigovské gubernii. Podle polského badatele Miroslava Cidyva byl otec Dmytra Lemkem, původně se jmenoval Štefan Škurat a pocházel z obce Bortně. Když přišel do hlavního města hejtmanství změnil své jméno podle rodné obce na Bortňanskij, které považoval za přijatelnější pro ukrajinské prostředí.
V dětství navštěvoval pěveckou školu v Hluchivu, ale již v sedmi letech byl přijat do dvorního pěveckého sboru v ruském Petrohradě. Vedle církevních sborů vystupoval i v italských operních představeních, kde zpočátku (jak bylo tehdy zvykem) zpíval ženské role.
Na doporučení dvorního hudebního ředitele, kterým byl tehdy Baldassare Galuppi, získal stipendium k dalšímu studiu v Itálii. Usadil se v Benátkách, dále studoval u Galuppiho, který se mezitím z Petrohradu vrátil. Vyjížděl však i do ostatních hudebních center Itálie (Řím, Neapol), zejména však do Bologne, kde byl žákem Padre Martiniho. Během pobytu v Itálii zkomponoval tři opery na mytologická témata: Kreón, Alkeidés a Quintus Fabius a řadu sonát, kantát i církevních skladeb.
Po návratu do Ruska byl Bortňanskij jmenován učitelem a ředitelem Dvorního pěveckého sboru v Petrohradě. V roce 1816 získal imperátorské privilegium na dohled nad vydáváním a provozováním církevní hudby. Hned zpočátku této činnosti vydal ve vlastní redakci díla Galuppiho, Sartiho, Berezovského a také své vlastní sborové koncerty.
Na sklonku života připravoval vydání svého souborného díla. To se mu však dokončit nepodařilo. Zemřel 28. září 1825 za zvuků svého sboru „Вскую прискорбна еси душе моя“, který mu, na jeho přání, přišli zazpívat členové dvorního souboru. Souborné dílo pak vyšlo v deseti svazcích v roce 1882 v redakci Petra Iljiče Čajkovského. Byl pohřben na Smolenském pravoslavném hřbitově. V roce 1953 byly jeho ostatky přeneseny do Panteonu osobností ruské kultury na Tichvinském hřbitově.

## Dílo

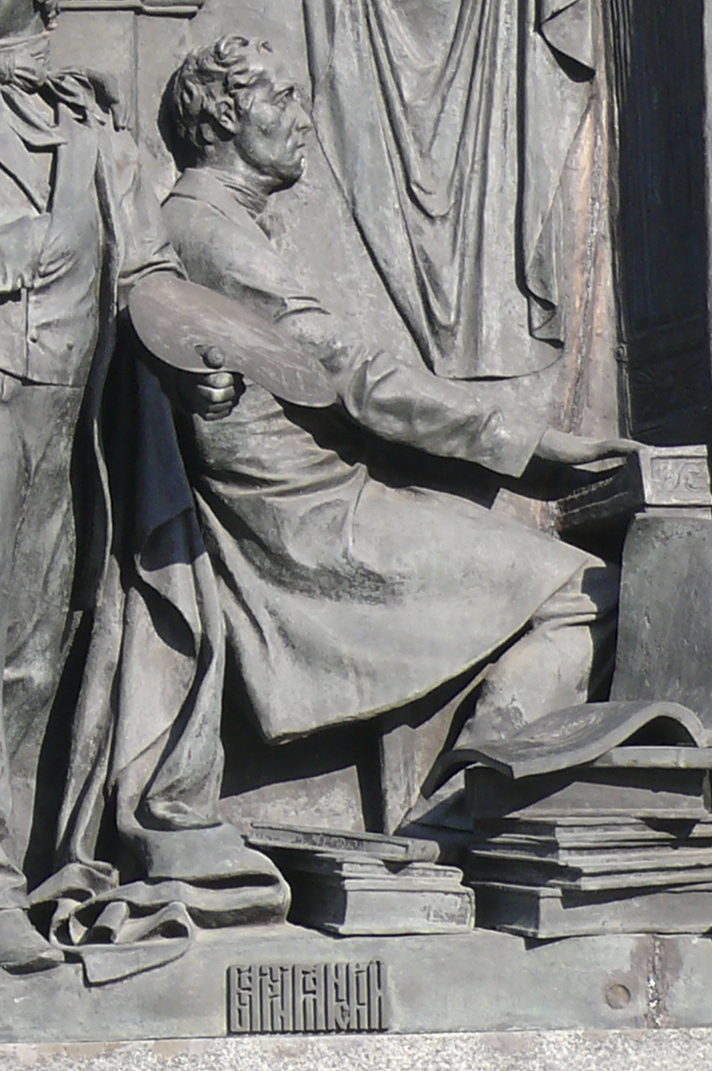
Bortňanskij na památníku 1000 let Ruska ve Velkém Novgorodu

Bortňanskij byl mistrem sborové duchovní hudby Komponoval však také opery a komorní a klavírní skladby.

### Opery
- Kreón (Benátky, Teatro San Benedetto, 1776, ztraceno)
- Quinto Fabio (dramma per musica, libreto Apostolo Zeno, 1778, Modena)
- Alcida (libreto Pietro Metastasio, 1778, Benátky)
- Sokol (komická opera podle Boccacciovy novely z cyklu Dekameron, libreto François-Hermann Lafermière, Gatčina, 1786)
- La Fête du Seigneur (komedie se zpěvy a baletem, libreto Lafermière, 1786, Pavlovsk)
- Don Carlos (komická opera podle Lafermièra, 1786, ztraceno)
- Сын-соперник, или Новая стратоника (komická opera, Pavlovsk, 1787)

### Orchestrální skladby
- Klavírní koncert C-dur
- Suita z opery "Alcida"

### Komorní hudba
- Kvintet C-dur pro klavír, harfu, housle, violu da gamba a violoncello, 1787
- Sinfonia concertante pro dvoje housle, violu da gamba, violoncello, fagot, harfu a klavír, 1790
- Klavírní kvintet
- Koncertní skladba č. 1 f-moll pro trubku a klavír, 1910
- Koncertní skladba č. 2 Es-Dur pro trubku a klavír

### Klavírní skladby
- Sonáta č. 1 B-dur
- Sonáta č. 2 C-dur
- Sonáta č. 3 F-dur
- Larghetto F-dur
- 5 dalších klavírních sonát ztraceno

### Vokální skladby
- Zpěvák v ruském táboře (kantáta pro sóla sbor a orchestr, 1812)
- Milovníku umění (Любителю художеств, podle Gavrily Romanoviče Děržavina, 1791)
- Rusko má mé srdce (kantáta podle Děržavina, 1805)
- Setkání Orfea se sluncem (kantáta podle Děržavina, 1811)
- Na návrat Alexandra I. (kantáta podle Děržavina, 1814)
- Návrat velkovévodkyně Marie Pavlovny do vzdálených zemí (kantáta podle Děržavina)
- Ave Maria pro soprán, alt, dvoje housle violu, kontrabas a dva lesní rohy, 1774)
- Tříhlasé liturgické zpěvy
- 41 tříhlasých nebo čtyřhlasých hymnů
- 26 dvouhlasých hymnů
- 35 duchovních čtyřhlasých koncertů
- 10 duchovních dvouhlasých koncertů
- 5 hymnů
- Píseň Cherubína (1782, ztraceno)
- Dans le verger de Cythère (zpěv a cembalo, 1784, ztraceno)